# Paradossi dell'infinito
I paradossi dell'infinito sono connaturati con la loro stessa definizione. Per meglio dire, la definizione matematica di infinito è stata costruita proprio per tener conto di quei comportamenti delle grandezze infinite che non sono conciliabili con le regole normali delle grandezze limitate.

## Descrizione
Un certo numero di paradossi logico-matematici si fondano su situazioni che hanno a che fare con grandezze esplicitamente o implicitamente infinite, sottolineandone contraddizioni, antinomie, paradossi, che non ci si aspetterebbe dalle normali grandezze finite di uso corrente.
I matematici hanno definito delle regole per dominare valori infinitamente grandi o infinitamente piccoli, in modo da descriverne il comportamento in modo coerente. Ciò ha prodotto lo sviluppo del calcolo infinitesimale e dell'analisi matematica ma, nel parlare comune, in alcuni casi è difficile liberarsi dalla sensazione di paradosso quando si tratta di grandezze infinite.
Due esempi semplici:
- Quanti sono i numeri pari rispetto al totale dei numeri naturali? 
In una qualunque successione (limitata) di numeri naturali consecutivi, si alternano un numero pari e uno dispari. Quindi i pari sono esattamente la metà del totale. 
Considerando invece la totalità (infinita) dei numeri naturali, i pari devono essere in quantità esattamente uguale al totale dei numeri. Infatti per ogni numero esiste il suo doppio, che è pari!

- Quanti sono i punti di un segmento di lunghezza doppia di un altro? 
Un segmento di lunghezza doppia rispetto ad un altro dovrebbe contenere intuitivamente un numero doppio di punti.

In realtà, come si vede dal disegno, anche se il segmento A'B' è di lunghezza doppia rispetto ad AB, per ciascuno dei suoi punti (es. C') si può stabilire una corrispondenza biunivoca con un punto sul segmento AB (es. C). Quindi un segmento, per quanto sia corto, contiene sempre un numero infinito di punti, e questi si possono mettere in corrispondenza diretta con quelli di un qualunque altro segmento, lungo a piacere.